# Малая Калагаза
Ма́лая Калагаза — река в России на Южном Урале, протекает в южной части Саткинского и восточной части Катав-Ивановского районов Челябинской области. Длина реки составляет 10 км.
Начинается на южном склоне невысоких гор (высота вершин — около 1000 метров), течёт в юго-западном направлении через берёзовый лес параллельно Большой Калагазе. Устье реки находится в 323 км по правому берегу реки Юрюзань на высоте 445,4 метра над уровнем моря. Возле устья ещё в 1970-е находилось ныне не существующее село Петропавловка. Вблизи устья пересекается автодорогой Юрюзань — Тюлюк.

## Данные водного реестра
По данным государственного водного реестра России относится к Камскому бассейновому округу, водохозяйственный участок реки — Уфа от Нязепетровского гидроузла до Павловского гидроузла, без реки Ай, речной подбассейн реки — Белая. Речной бассейн реки — Кама.
Код объекта в государственном водном реестре — 10010201112111100023187.